# Шенбрунн
Шенбрунн (нім. Schloß Schönbrunn «Палац Шенбрунн») — палацовий комплекс у столиці Австрії місті Відні, одна з найвизначніших архітектурних споруд австрійського бароко (архітектор — Йоган Бернгард Фішер фон Ерлах).
Шенбрунн здебільшого був літньою резиденцією імператорської родини Габсбургів, у 1830 році тут народився майбутній імператор Франц Йосиф I. Від проголошення Австрійської республіки (1918), будучи однією з найвизначніших пам'яток Відня та Австрії, відкритий для відвідання загалом.

## Опис

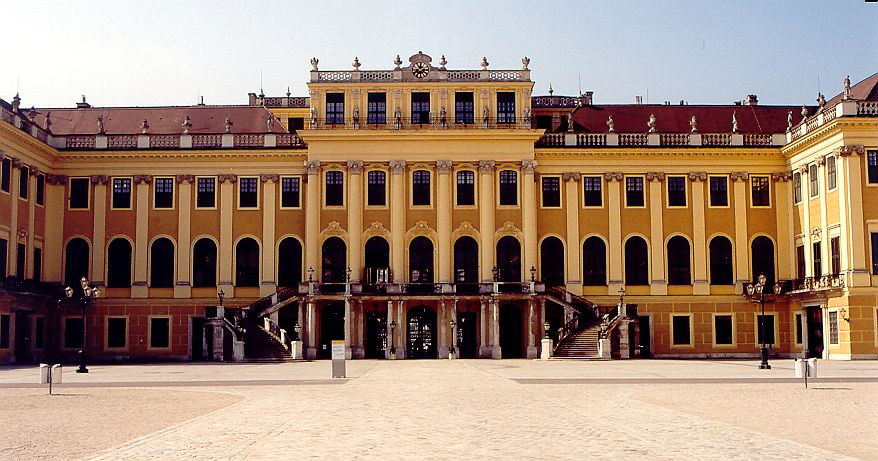

Подібно до решти заміських резиденцій інших правителів (Версаль, Петергоф), Шенбрунн — це ансамбль, що об'єднує архітектуру та природу, де парк стає продовженням палацових споруд.

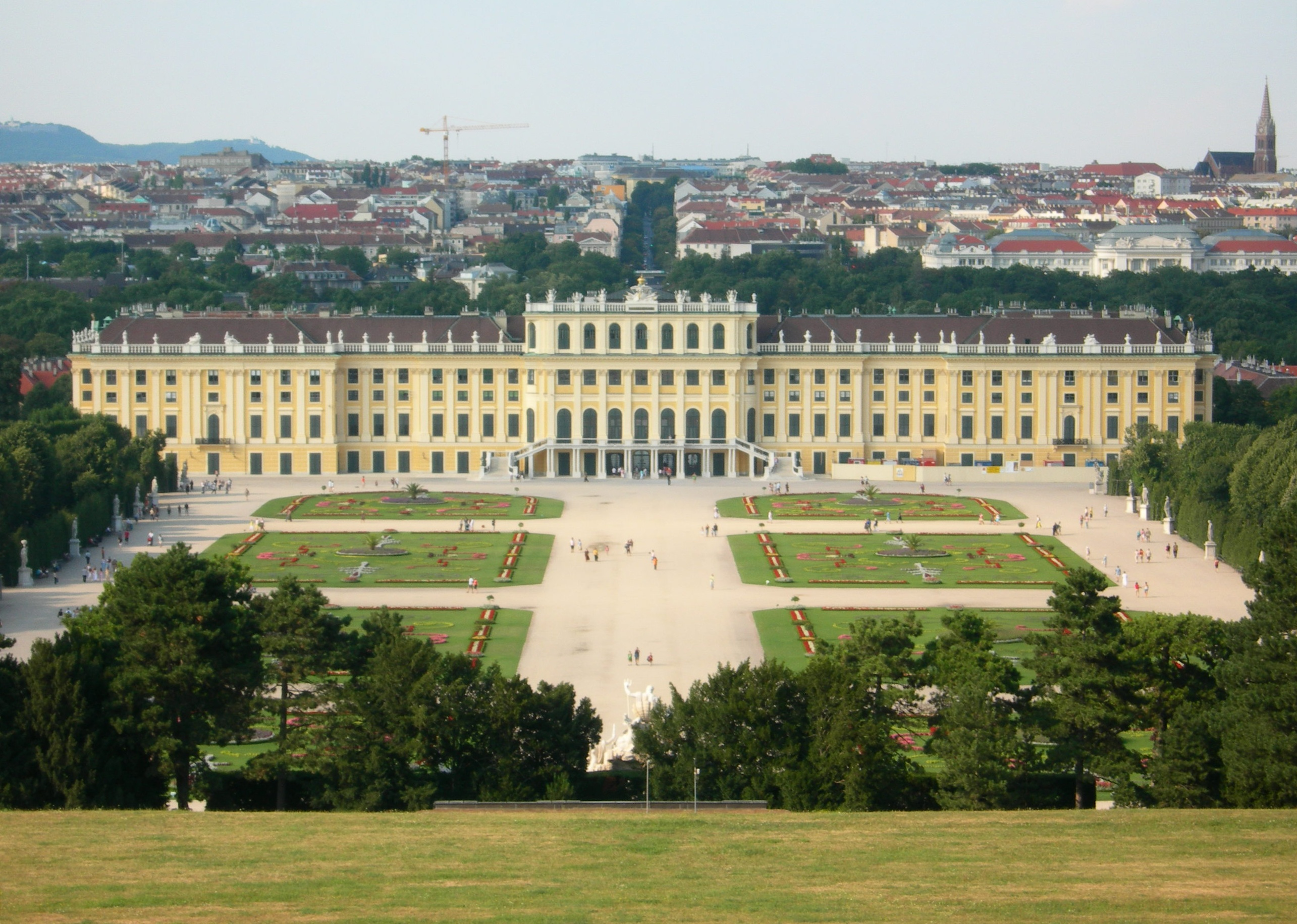
Вид на палацовий комплекс і місто з Ґлорієтти

Гідний уваги інтер'єр — 1441 апартамент, частково доступний для огляду.
В одному з найпишніших приміщень палацу — Дзеркальній залі — шестирічний Моцарт грав для Йосифа II та його двору.
Так звана «мільйонна вітальня» є перлиною рококо — її прикрашають панно з китайського рожевого дерева з дорогоцінними перськими й індійськими мініатюрами, обрамленими позолоченими рамами. У Великій галереї, де сьогодні проходять особливо урочисті прийоми, танцював колись Віденський конгрес.
Крім власне палацу, до комплексу входить французький парк з підстриженими деревами, прикрашений численними скульптурами міфологічних персонажів і увінчаний біля підніжжя горба фонтаном Нептуна.
У парку працює палацовий літній театр, де проходять музичні спектаклі і концерти. На території парку також розмістились нині декілька музеїв, зокрема, Будинок пальм — скло-металева конструкція, створена у 1883 році, та Зоопарк — наступник імперського звіринцю, що вважається найдавнішим зоопарком не лише в країні, а й у Європі та світі.
На пагорбі біля палацу підноситься тріумфальна арка Ґлорієтт (або Ґлорієтта).
У Шенбрунні знаходилась відома скульптурна майстерня, твори якої розходилися імперією. Так, скульптури левів, що прикрасили вхід Порохової вежі у місті Львів (будинок архітекторів нині), походять з цієї майстерні. Їх первісне розташування — мавзолей родини Міллер в селі Зимна Вода, що на околиці сучасного Львова.

## З історії палацу
Історія палацу Шенбрунн почалася в 1559 році, коли Максиміліан II придбав ділянку землі, на якій містився млин Каттенбург. За наказом правителя споруду переобладнали на мисливський будиночок «Шенбрунн» (досл.: «прекрасне джерело»), названий так кайзером Маттіасом, якого коронували в 1612 році. За повідомленнями з хронік, у перші ж дні свого правління він начебто пішов полювати й відкрив джерело з чистою водою, відтак місцину, де це відбувалось, було названо Шенбрунн.
Мисливський будиночок був зруйнований під час турецької облоги Відня 1683 року. А 1692 року кайзер Леопольд I вирішив побудувати для свого сина Йосифа літню резиденцію і доручив виконання цього завдання своєму улюбленому архітекторові Бернхарду Фішеру фон Ерлаху, відомому будівничому доби бароко, котрий, зокрема, зробив вагомий внесок у формування архітектурного обличчя Відня.

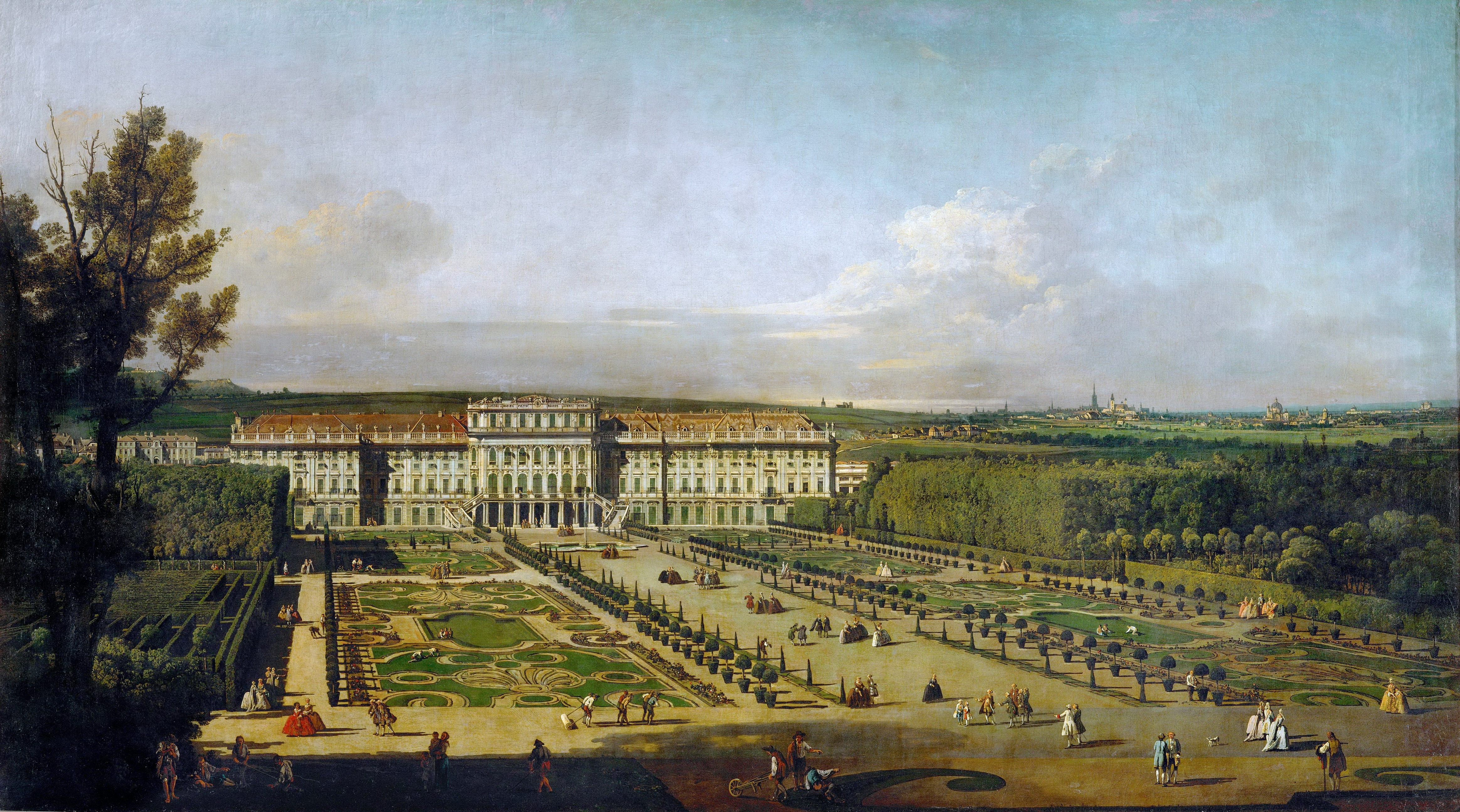
Шенбрунн на картині Каналетто, 1758—61

Фішер фон Ерлах розробив грандіозний проєкт, що мав на меті перевершити Версаль — він хотів побудувати палац на пагорбі, підкресливши тим самим виняткове становище монарха, а від палацу мали спускатися сходи з пандусами. Однак через фінансову скруту такий проєкт не вдалося реалізувати. Замість того заклали парк, завершенням якого став палац, а на пагорбі спорудили Ґлорієтт — тріумфальну арку на честь перемоги над прусським королем Фрідріхом II (битва 1757 року при Коліні). Будівництво власне палацу було розпочато 1696 року, а завершено — в 1713 році.
Шенбрунн був подарований Карлом VI Габсбургом в якості весільного подарунку своїй доньці, майбутній імператриці Марії Терезії. Вона дуже любила Шенбрунн, часто відвідувала його зі своєю сім'єю. Згодом, у 1744 році, вона вирішила перебудувати його таким чином, щоб він міг слугувати повноцінною літньою резиденцією. Для втілення свого задуму вона звернулася до австрійсько-італійського архітектора Ніколауса Пакассі. Оригінальна будівля була двоповерховою, із висотою стель основного поверху близько 8 м; зменшивши її до 5 м, Пакассі зумів вбудувати цілий додатковий поверх, зробивши будівлю триповерховою, при цьому зберігши її зовнішню структуру. Висота центральної частини, яка містить бальну залу, залишилася початковою.
Коли війська Наполеона окупували Відень, в Шенбрунні знаходився штаб імператора.
У 2-й половині ХХ століття в Шенбрунні було відкрито виставку екіпажів, де експонуються карети, сани, паланкіни, портшези. В центрі колекції — позолочена, пишно оздоблена імперська карета завважки 4 тонни, яку в дні коронацій запрягали вісьмома кіньми.
У грудні 1996 року на 20-й сесії Комітету Світової спадщини Шенбрунн було включено у Список об'єктів Світової спадщини ЮНЕСКО — як сам палац, так і парк з його численними фонтанами і статуями, Ґлорієттою та Римськими руїнами, пальмовою оранжереєю, а також найстарішим у світі Шенбруннським зоопарком.